# Peter Van de Velde (organist)
Peter Van de Velde (Doel, 1972) is een Belgisch organist en componist, die titulair organist van de Onze-Lieve-Vrouwekathedraal in Antwerpen is.

## Leven en werk
Van de Velde groeide op in een zeemansgezin in het Belgische dorpje Doel. Zijn vader was scheepskapitein en dagen van huis. Thuis was er weinig bijzondere aandacht voor muziek, behalve dat zijn grootmoeder in haar jonge jaren accordeon speelde, iets wat ze zichzelf had aangeleerd. Het orgel van de plaatselijke kerk sprak tot Peters verbeelding, evenals de dorpsfanfare. Met muzikale hulp van de pastoor van de kerk kon hij zichzelf leren orgelspelen, waardoor hij op zijn twaalfde organist van de kerk werd. In de fanfare leerde hij trompetspelen. Hij meldde zich op zijn zestiende aan bij de kunsthamaniora, een instituut dat de vooropleiding verzorgt voor de toelating tot het Koninklijk Vlaams Muziekconservatorium, beide in Antwerpen. Zijn docent was Stanislas Deriemaeker, die ook Peters directe voorganger als organist van de Antwerpse Onze-Lieve-Vrouwekathedraal was. Hij was diens laatste leerling en behaalde de Meesteropleiding voor organist. Hierna volgde hij nog verdere meesteropleidingen.
In 2002 werd Van de Velde organist in Antwerpse kathedraal, een achteraf logische, maar niet vanzelfsprekende post.
De orgels die hij in de kathedraal bespeelt zijn het symfonische Schyven-orgel uit 1891 en het barokke Metzler-orgel uit 1993.
Tot het vaste takenpakket behoort het spelen tijdens de vele vieringen, zoals de hoogmis, waarin hij ook het koor begeleidt en geacht wordt bij alle begrafenissen en trouwdiensten te spelen. Daarnaast geeft hij van juni tot augustus kathedraalconcerten. Als concertorganist wordt hij regelmatig uitgenodigd op prestigieuze orgelfestivals en speelde onder meer in Engeland, Duitsland, Ierland, Schotland, Noorwegen, Nederland, Polen, Frankrijk, Rusland, Japan en Egypte. Ook droegen verschillende componisten werken aan hem op.
In concerten en opnames treedt hij vaak op met violiste Nadja Nevolovitsch.
Qua muziekkeuze gaat zijn voorkeur uit naar Franse en Belgische composities uit de 19e en 20e eeuw.
- Gemeinsame Normdatei: 133466175
- International Standard Name Identifier: 0000 0001 1932 1937
- Library of Congress Control Number: no2008056913
- MusicBrainz: 6b5e7e23-3bcb-4d56-a2e2-a7052b142cd4
- Système universitaire de documentation: 157615871
- Virtual International Authority File: 9652398
- WorldCat: E39PBJjRXq38mhgQkHGPPDgqcP